# Sinodendron cylindricum
Sinodendron cylindricum (Linnaeus, 1758) è un coleottero della famiglia dei Lucanidi, sottofamiglia Syndesinae.

## Descrizione
Si tratta di un insetto di dimensioni medio-piccole che oscillano tra i 12 e i 16 mm.
Il corpo è allungato di forma cilindrica e di colore nero lucente.

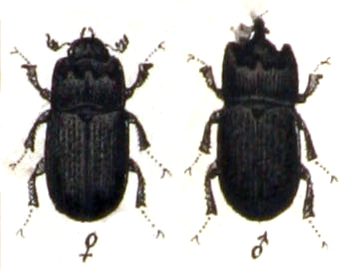
Dimorfismo sessuale in Sinodendron cylindricum

Il dimorfismo sessuale è accentuato e i maschi presentano sul capo un corno che li fa assomigliare per aspetto ai maschi di scarabeo rinoceronte.
Questo corno è provvisto sul lato posteriore di due file di corte setole di colore chiaro.
Anche le femmine hanno un corno sul capo, ma di dimensioni decisamente più piccole.
Le mandibole sono piccole in entrambi i sessi.
Le antenne sono arcuate ma non genicolate, all'apice presentano una clava antennale formata da 3 articoli.
Il capo che nel maschio è quasi liscio nelle femmine è finemente punteggiato.
Il protorace è circa tanto lungo quanto largo, nei maschi presenta un'incavatura anteriore ribordata da una piccola carena provvista di dentelli.
Le elitre hanno delle strie quasi indistinguibili e sia le elitre che il protorace sono provvisti di una punteggiatura grossolana.
Le ali sono nascoste dalle elitre ma ben sviluppate e atte al volo in entrambi i sessi.
Le tibie sono provviste sul lato esterno di dentelli, quelle anteriori ne hanno 5-6 su una sola fila, mentre quelle mediane e le posteriori sono provviste di due file di dentelli.
La larva è di colore chiaro, con capo giallo-marroncino, provvista di mandibole ben sviluppate e di sei arti, la forma è quella tipica della famiglia dei Lucanidae.

## Biologia
Le larve di questa specie si nutrono di sostanza organica in decomposizione, in modo particolare del legno di vari alberi decidui come ad esempio faggio, quercia, pioppo, castagno e melo. Si rinvengono essenzialmente nei tronchi morti.
Il ciclo vitale dura circa quattro anni, nei primi due le larve si accrescono, durante la primavera del terzo anno avviene l'impupamento e la metamorfosi, gli adulti già formati durante l'autunno sfarfallano nella primavera successiva.
Gli adulti sono di abitudini notturne.

## Distribuzione

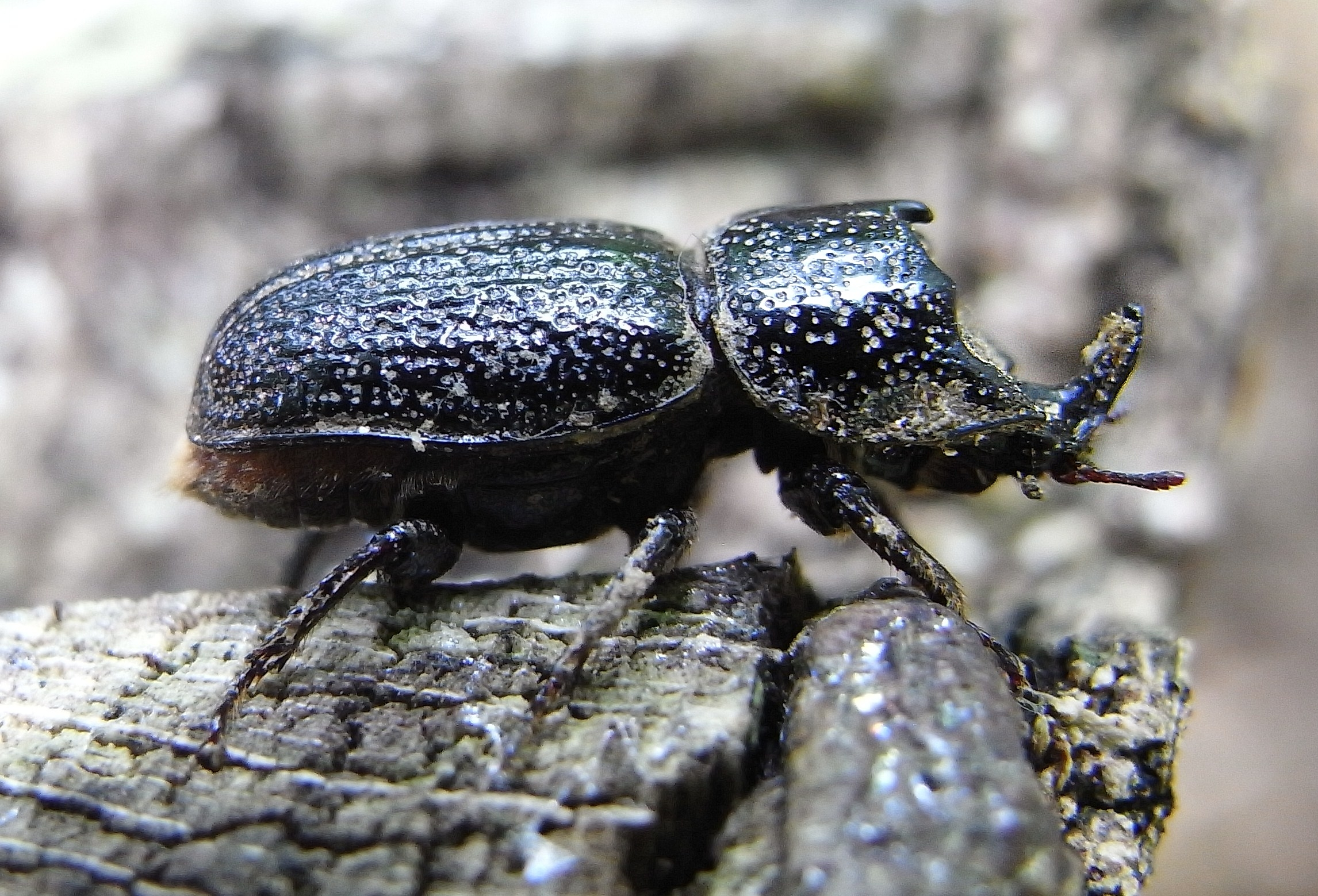
Maschio fotografato sui Monti Mátra in Ungheria

Questa specie ha distribuzione europea e asiatica.
In Europa è diffusa in tutti gli stati ad eccezione di Portogallo, Moldavia e Islanda.
In Italia è presente ovunque tranne che in Sardegna.
Nel Mediterraneo non è stata segnalata nemmeno in Corsica e nelle Baleari.
In Asia è presente in Russia dai Monti urali in Siberia ed è stata segnalata anche in Turchia, Kazakistan, Mongolia e Cina (nella regione dello Xinjiang)

## Sottospecie
In passato era stata indicata una sottospecie Sinodendron cylindricum aspromontanum G.Muller, 1938 endemica del Sud Italia e in particolare dell'Aspromonte, ma ora viene considerata sottospecie non valida e sinonimo della specie.